# Muji
Muji (en rus: Мужи) és un poble de Rússia, del Districte Autònom de Iamàlia. Segons el cens rus del 2021, té una població de 3.736 habitants. Es troba a 220 km al sud-est de Salekhard, la capital de la regió.